# Neogrády Antal (festő, 1944)
Ifj. Neogrády Antal (Budapest, 1944. február 10.–) magyar festőművész, díszlettervező.

## Pályafutása
Művész dinasztia leszármazottja, édesanyja Beleznay Margit színésznő, édesapja Neogrády Miklós keramikus, díszlettervező, lakberendező. Dédapja az a Telepy Károly festőművész, akit mai napig is a realista tájképfestészet kiemelkedő egyéniségének tartanak. Apai nagyapja Neogrády Antal szintén az ecset művésze volt.
A fiatal Neogrády előtt így természetes a festészettel való elkötelezettség. Már gyerekként rajzolt, festett, tehetsége korán megmutatkozott. 1973-ban végezte el az Iparművészeti Főiskolát, belsőépítész szakon. A filmgyárnál helyezkedett el díszlettervezőként, az alábbi magyar filmek díszleteit ő készítette:
- Hogyan felejtsük el életünk legnagyobb szerelmét? (1979)
- Szépek és bolondok (1976)
- Ereszd el a szakállamat! (1975)

Számtalan üzlet és előadóterem, színházterem belsőépítészeti tervezése is az ő nevéhez fűződik. 1977–1983 között Veszprémben, a Petőfi Színháznál dolgozott. Rendszeresen önálló kiállításokkaal jelentkezik Magyarországon és külföldön egyaránt.

## Fontosabb díszletei
- Kolin Péter: Heródes, Veszprémi Petőfi Színház, 1981[2]
- Katona József: Bánk bán
- Zilahy Lajos: A tizenkettedik óra

## Könyv
- Megfagyott macskavíz; Maecenas, Budapest, 2017

## További információ
- Tempevölgy folyóirat 2012. december (.PDF) (Quasimodo 2012 – Péntek Imre: Örök talányok nemzedéke Neogrády Antal laudációja, 14–15. oldal), balatonfured.hu – (hozzáférés: 2015. szeptember 13.)